# Microsoft Document Imaging Format
MDI (Microsoft Document Imaging format) est un  format de fichier créé par Microsoft pour représenter des images pixmap ou des documents scannés accompagnés d'annotations ou métadonnées optionnelles qui peuvent inclure le texte du document, généré par OCR. MDI est un format propriétaire — les spécifications n'ont pas été rendues publiques par  Microsoft, et les fichiers MDI ne peuvent être produits et utilisés qu'avec certains logiciels Microsoft particuliers, en particulier par le module Microsoft Office Document Imaging (MODI) inclus dans Microsoft Office 2003 et les versions suivantes.
Du point de vue utilisateur, ce format rend des services similaires à ceux du format PDF.

## Relation avec TIFF
MDI est une variante de TIFF (voir références Brad Hards plus bas). Différences clef d'avec TIFF:
- Le Magic number est 0x5045 (ASCII 'EP'?) (au lieu de 0x4D4D 'MM' ou 0x4949 'II').
- Trois formats propriétaires de compression d'image sont utilisés.
- de nombreuses étiquettes propriétaires sont utilisées.